# Bári
Bári (szlovákul: Bara) község Szlovákiában, a Kassai kerület Tőketerebesi járásában. Kis- és Nagybári (Malá- és Veľká Bara) egyesítésével jött létre.

## Fekvése
Tőketerebestől 26 km-re, délre található.

## Története
A régészeti leletek tanúsága szerint területén már a kőkorszakban éltek emberek. A vonaldíszes kerámiák népének leletei kerültek itt elő, akiknél fejlett volt a fazekasság.
1296-ban „Bary” néven említik először, a Bári család birtokaként. A 14. században a Lasztóczi, Vitéz, Hollóházi, Kálnói, Kupinszky és az Eödönffy családok birtoka. 1414-ben már két külön településként – Kis- és Nagybári – létezik. Kisbáriban a Soltészok is birtokosok. A 16. századtól gyakran változtak tulajdonosai. Az 1600-as években a Máriássy, Bárczay, Rákóczi, Bónis és Bári családok birtoka. Az 1700-as években a Veres, Nikházy, Horváth, majd a Kazinczy, Dessewffy és Vay családok a társbirtokosok. A 19. században a Vay család a fő birtokosa.
1920-ig mindkét település Zemplén vármegye Sátoraljaújhelyi járásához tartozott, ezután az új csehszlovák állam része lett. 1938 és 1945 között újra Magyarország részei voltak.

## Népessége
| Év:            | 1994. | 2004.   | 2014.    | 2024.    |
| -------------- | ----- | ------- | -------- | -------- |
| Emberek száma: | 348   | 349     | 301      | 267      |
| Eltérés:       |       | +0,28 % | -13,75 % | -11,29 % |

| Év:            | 2023. | 2024.   |
| -------------- | ----- | ------- |
| Emberek száma: | 271   | 267     |
| Eltérés:       |       | -1,47 % |

2001-ben 333 lakosából 235 magyar és 96 szlovák.
2011-ben 322 lakosából 216 magyar és 88 szlovák.
2022-ben 280 lakosából 145 magyar (51,79%), 127 szlovák, 1 cseh, 7 ismeretlen nemzetiségű.

## Nevezetességei
- Kastélya a 18. század második felében épült reneszánsz udvarházként. A 19. században klasszicista stílusban alakították át.
- Figyelmet érdemel Kisbári községrész református temploma, amely eredetileg román stílusban épült, majd gótikus stílusban újították fel a 14. században. Régészeti feltárása nemrég fejeződött be. Érdekessége a beltérben található Báry Mihály padja, amelyen a 17. század közepéről származó töredékes, faragott, magyar nyelvű Biblia-idézet látható.